# Sare de diazoniu

Cationul de benzendiazoniu

Sărurile de diazoniu sunt un tip de compuși organici ce conțin o grupă funcțională de tipul R−N≡N+
X−
, unde R poate fi orice rest organic, precum alchil sau aril, iar X este un anion, organic sau anorganic, precum un ion halogenură. Sărurile de diazoniu, în special cele în care R este o grupă aril, sunt intermediari importanți în sinteza organică a coloranților azoici.

## Obținere

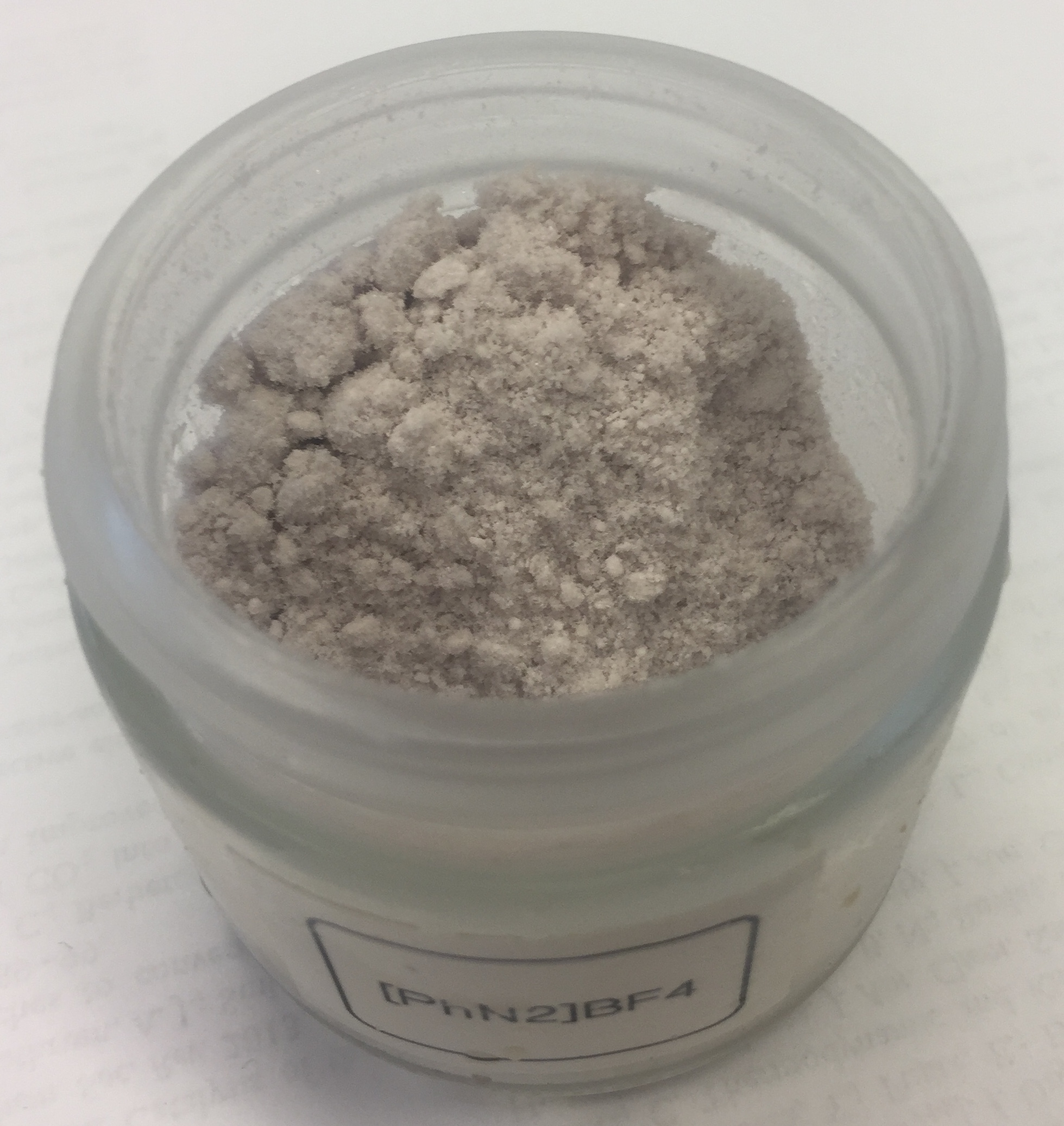
Aspectul tetrafluoroboratului de fenildiazoniu (Ph-N≡N-BF_{4}).

Procedeul de obținere al sărurilor de diazoniu poartă numele de „reacție de diazotare”. Această reacție a fost notată pentru prima dată de către Peter Griess în 1858, care mai apoi a descoperit diverse alte reacții ale compușilor din această clasă. Compușii de diazoniu se mai pot prepara prin tratarea aminelor aromatice cu acid azotos (sau azotiți) și un alt acid (de obicei, acid clorhidric). De obicei, acidul azotos este obținut in situ din azotit de sodiu și un exces de acid mineral:
NaNO2 + H+  →   HNO2 + Na+
ArNH2  +  HNO2  +  H+   →   ArN2+  +  2H2O
Soluțiile apoase de săruri de diazoniu sunt instabile la mai mult de  5 °C. Se pot separa cel mai ușor prin transformarea lor în borofluoruri, care sunt stabili la temperatura camerei. Sărurile de diazoniu au tendința de a se suprasatura în soluție, iar prin cristalizare, ele pot să explodeze ușor.
De obicei, sărurile de diazoniu nu se pot izola, de aceea se folosesc ca și reactanți in situ. Această utilizare a lor este ilustrată în reacția de obținere a unui arilsulfonil:

## Proprietăți

### Reacții de cuplare
Cea mai cunoscută și utilizată reacție a sărurilor de diazoniu este reacția de cuplare. Prin acest proces, compușii de diazoniu sunt atacați de un compus bogat în electroni. Când cuplarea se face cu arene precum aniline sau fenoli, reacția este o  substituție electrofilă aromatică (SEAr):
ArN+
2 + Ar′H → ArN2Ar′ + H+